# Ramón Grosfoguel
 (juillet 2017).
Si vous disposez d'ouvrages ou d'articles de référence ou si vous connaissez des sites web de qualité traitant du thème abordé ici, merci de compléter l'article en donnant les références utiles à sa vérifiabilité et en les liant à la section « Notes et références ».
Ramón Grosfoguel, né à Porto Rico en 1956, est un sociologue américain d'origine portoricaine appartenant au Groupe modernité/colonialité (Groupe M/C). 
Ses analyses sont considérées comme appartenant au courant décolonial qui se présente comme l'évolution du courant post-colonial.

## Positions et concepts
Il soutient qu'il existe un lien structurel entre la modernité et le colonialisme et que les effets du colonialisme européen n'ont pas cessé avec les processus de décolonisation et les indépendances nationales des XIXe et XXe siècles, persistant par la culture et les formes de penser (épistémologie). Il met en l'avant la nécessité d'un « tournant décolonial » afin de réaliser une décolonisation épistémologique qui corrigerait les malformations universalistes et ahistoriques de l'eurocentrisme et de la modernité, considérée comme en situation de crise terminale.
Il met l'accent sur la critique du racisme et la ligne de division que la pensée coloniale a fait entre l'humain et le non-humain. Il défend aussi l'idée d'intersectionnalité de catégories comme la classe et le genre, à partir de la ligne de distinction entre l'humain et le non humain qu'a produit l'épistémologie coloniale.
Il signe une tribune le 21 février 2018 sur le site Mediapart aux côtés d'une cinquantaine de personnalités pour une « pour une justice impartiale et égalitaire » pour Tariq Ramadan, mis en examen pour viols et placé en détention provisoire, et dans laquelle il est demandé de libérer immédiatement ce dernier en raison de son état de santé.
En mai 2018, il participe à la conférence internationale « Bandung du Nord », organisée par le Decolonial International Network afin de « questionner la mémoire coloniale », à laquelle participe aussi les militants antiracistes Angela Davis et Fred Hampton Jr. (en), ou encore le journaliste Muntadhar al-Zaidi.

## Œuvres

### Ouvrages
- (en) Colonial Subjects : Puerto Ricans in a Global Perspective, Berkeley, University of California Press, 2003, XV-268 p. (ISBN 0-520-23020-5, présentation en ligne).
- (en) Ramón Grosfoguel, José David Saldivar et N.M. Torres, Unsetling postcoloniality : Coloniality, transmodernity and border thinking, Durham, Duke University Press, 2007.
- (es) Ramón Grosfoguel et Santiago Castro Gómez, El giro decolonial : Reflexiones para una diversidad epistémica más allá del capitalismo global, Bogota, Siglo del Hombre, 2007.

### Chapitres d'ouvrages
- (en) « Interculturalidad ¿diálogo o monólogo? : La subalternidad desde la colonialidad del poder en los procesos fronterizos y transculturales latinoamericanos », dans Mario Campaña (dir.), América Latina: los próximos 200 años, Barcelone, CECAL, 2010, 195 p. (ISBN 9788493847913).
- (es) « La descolonización del conocimiento : Diálogo crítico entre la visión descolonial de Frantz Fanon y la sociología descolonial de Boaventura de Sousa Santos », dans Formas-Otras: Saber, nombrar, narrar, hacer (IVe Training Seminar de jóvenes investigadores en Dinámicas Interculturales), Barcelona, Fundación CIDOB, 2011 (lire en ligne [PDF]).

### Articles
- (es) Avec Roberto Almanza-Hernández, « Izquierdas e Izquierdas Otras : Entre el proyecto de la izquierda eurocéntrica y el proyecto transmoderno de las nuevas izquierdas descoloniales », Tabula Rasa, no 11,‎ 2009, p. 9-29 (lire en ligne).
- (es) « Racismo Epistémico », Tabula Rasa, no 14,‎ 2011, p. 341-355 (lire en ligne).
- (en) Avec Capucine Boidin et James Cohen, « Introduction: From University to Pluriversity : A Decolonial Approach to the Present Crisis of Western Universities », Human Architecture: Journal of the Sociology of Self-Knowledge, vol. 10, no 1,‎ 2012, article no 2 (lire en ligne).
- (en) « Decolonizing Post-Colonial Studies and Paradigms of Political-Economy : Transmodernity, Decolonial Thinking and Global Coloniality », Transmodernity: Journal of Peripheral Cultural Production of the Luso-Hispanic World, vol. 1, no 1,‎ 2011 (lire en ligne).